# Cozy Cole

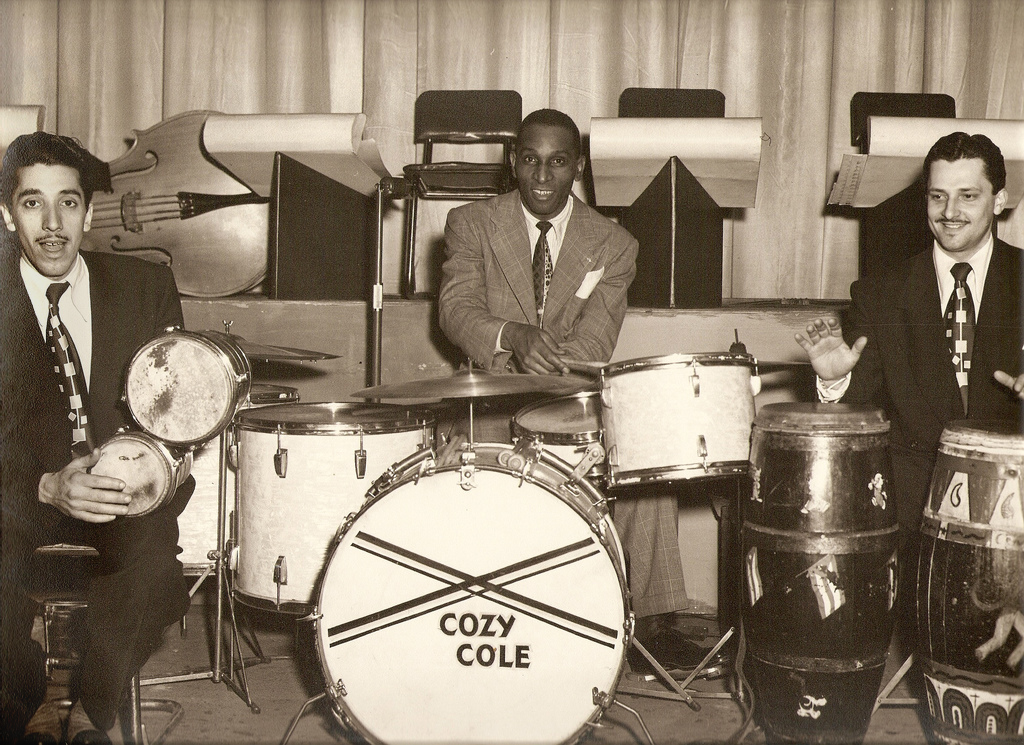
Cozy Cole

William Randolph Cole, genannt Cozy Cole (* 17. Oktober 1906 in East Orange in New Jersey; † 29. Januar 1981 in Columbus, Ohio), war ein führender Swing-Schlagzeuger.

## Leben
Er gilt neben Gene Krupa als führender Swing-Drummer, war aber sehr vielseitig und nach Joachim Ernst Berendt ein Meister des „unbeirrbaren Beats“. Seine ersten Auftritte hatte er 1928 bei Wilbur Sweatman. 1930 spielte er in Jelly Roll Mortons Red Hot Peppers (davon ist auch eine Drum-Solo-Aufnahme erhalten: Load of Cole). Von 1931 bis 1933 spielte er mit Blanche Calloway, 1933 bis 1934 mit Benny Carter, 1935 bis 1936 mit Willie Bryant und 1936 bis 1938 mit dem Geiger Stuff Smith. Von 1938 bis 1942 war er bei Cab Calloway und 1942 bis 1945 bei Raymond Scott. Daneben studierte er an der Juilliard School in New York City Piano, Klarinette, Vibraphon und Paukenspiel (bei Saul Goodman von den New Yorker Philharmonikern).
1944 gelangten Cozy Cole's All Star Band mit „Just One More Chance“ in die „Harlem Hit Parade“; 1945 begleitete er u. a. Carmen Jones am Broadway, spielte aber auch mit Benny Goodman und von 1949 bis 1954 mit Louis Armstrong, den er auch auf dessen Europa-Touren 1949 und 1952 begleitete. 1954 gründete er mit Gene Krupa eine Schlagzeug-Schule in New York City. Neben seiner Lehrertätigkeit trat er aber in den 1950er Jahren auch im „Metropole Cafe“ auf und spielte 1957 mit Jack Teagarden und Earl Hines auf ihrer Europatour. In den 1960er Jahren tourte er mit einer eigenen Combo, in den 1970er Jahren mit Cab Calloway und Benny Carter. 1981 starb er an Krebs.

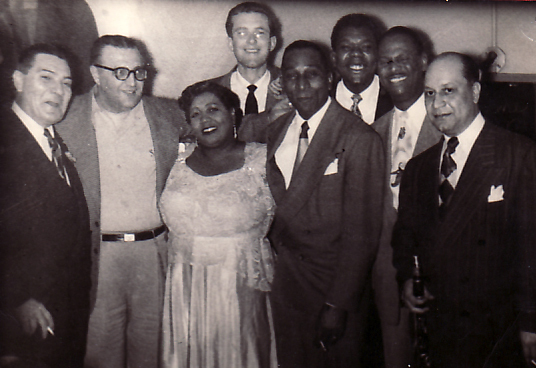
Von links: Jack Teagarden, Sandy DeSantis, Velma Middleton, Fraser MacPherson, Cozy Cole, Arvell Shaw, Earl Hines, Barney Bigard. Im Palomar Supper Club, 17. März 1951.

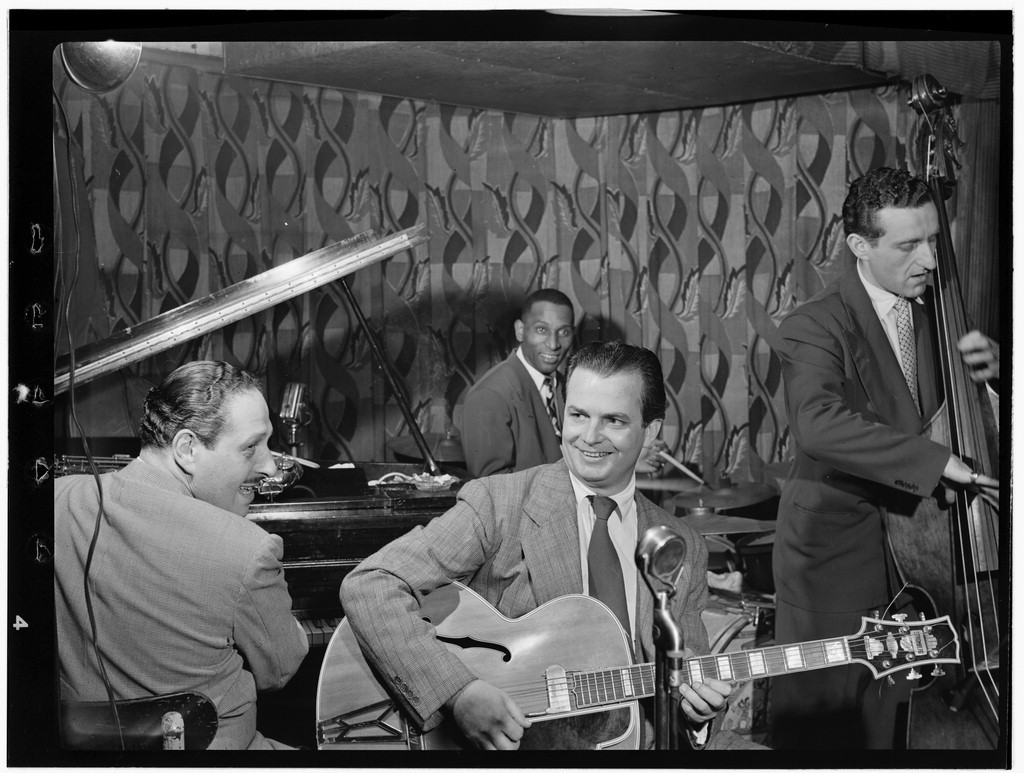
Mike Bryan, Sanford Gold, Cozy Cole und Jack Lesberg, Famous Door, New York, ca. Oktober 1947. Fotografie von William P. Gottlieb.

Mit Topsy II (auf dem er ein langes Solo hat) hatte er einen Hit, der es 1958 in die Billboard 100 Charts für Popmusik bis Platz 3 brachte und sich über eine Million Mal verkaufte. Topsy war ursprünglich ein Nummer-1-R&B-Hit von Benny Goodman aus dem Jahr 1938 gewesen. Mit dem ersten Teil von Topsy sowie mit dem Nachfolger Turvy (der englische Ausdruck topsyturvy steht für heilloses Durcheinander) landete er ebenfalls noch in den Top 40 (Platz 27 bzw. 36).
Sein noch heute spürbarer Einfluss selbst auf zeitgenössische Rock-Drummer zeigt sich beispielsweise daran, dass Cozy Powell sich nach seinem Vorbild benannte.
Cole ist auch in einigen Filmen bis in die 1950er Jahre zu sehen und zu hören. Zu hören ist er in dem Film Tödliches Pflaster Sunset Strip (OT: The Strip) von 1951 (Regie Laszlo Kardos), in dem Mickey Rooney den Drummer der Louis-Armstrong-Band spielt. In Die Glenn Miller Story (Regie Anthony Mann) von 1953 lieferte er sich ein Duell mit Gene Krupa.
Er erscheint auch im Dokumentarfilm After Hours von 1961 von Shephard Traube (zusammen mit Roy Eldridge, Coleman Hawkins u. a.)